# MGM-134侏儒洲际弹道导弹
MGM-134 Midgetman，也被稱為小型洲際彈道飛彈，是一種由美國研發的洲際彈道飛彈。

## 概要
MGM-134 Midgetman源自1980年代中期美國空軍對於可用佈署於車輛的小型洲際彈道飛彈的需求。固定發射井容易受到攻擊，而潛射彈道飛彈日益增加的精度也是一個威脅。蘇聯可以從外海發射大量的飛彈在美國大部分的洲際彈道飛彈運作前將之摧毀。美國空軍希望可藉由生產不易受敵對勢力針對的移動式洲際彈道飛彈降低其可能性。這也是對蘇聯發展SS-24和SS-25的回應。
在設計中XMGM-134A是一種3級固體燃料導彈。它和和平衛士一樣使用冷發射系統，用氣體壓力將導彈從發射筒射出。隨著冷戰結束，美國在1990年代縮減其新核武的發展，因此於1992年1月取消了Midgetman計畫。

## 規格
- 長度 : 14公尺
- 直徑 : 1.17 公尺
- 重量 : 13,600公斤
- 攻擊範圍 : 11,000公里
- 推進 : 三級固體燃料火箭
- 彈頭 : 在Mark 21核彈中裝入W-87-1 熱核彈頭 (47萬5千噸當量)